# Château de Zuylen
Pour les articles homonymes, voir Zuilen.
Le château de Zuylen (en néerlandais Slot Zuylen) est un château néerlandais situé à Oud-Zuilen, sur la rivière de Vecht et dans la commune de Stichtse Vecht, en province d'Utrecht, non loin de la ville d'Utrecht. Les débuts du château remontent au XIIIe siècle.

## Histoire
Au XIIIe siècle, un seigneur Von Sulen, ancêtre de la famille Van Zuylen van Nijevelt, construit à cet endroit un donjon, agrandi au XIVe siècle par une grande salle d'habitat. Au début du XVe siècle, quand la lignée Van Zuylen n'a plus de descendance mâle, le château passe entre les mains de la famille Van Borssele, de haute noblesse zélandaise. Frank van Borselen en hérite en 1422, mais n'en profite guère : en cette même année, dans le cadre de la Guerre des Hameçons et des Cabillauds, les partisans des Hameçons d'Utrecht rasent le château.
Vers 1510 seulement, le seigneur Willem van Rennenberg prend en main la reconstruction du château. Le propriétaire du château accéda au droit permanent de siéger dans le conseil de la principauté d'Utrecht. Ses descendants, dont George de Lalaing et la maison d'Egmont, en sont propriétaires jusqu'en 1610, quand le château est vendu à riche marchand amstellodamois, Jasper Quinget. Six ans plus tard, ce dernier vend le château à son collègue Adam van Lockhorst.

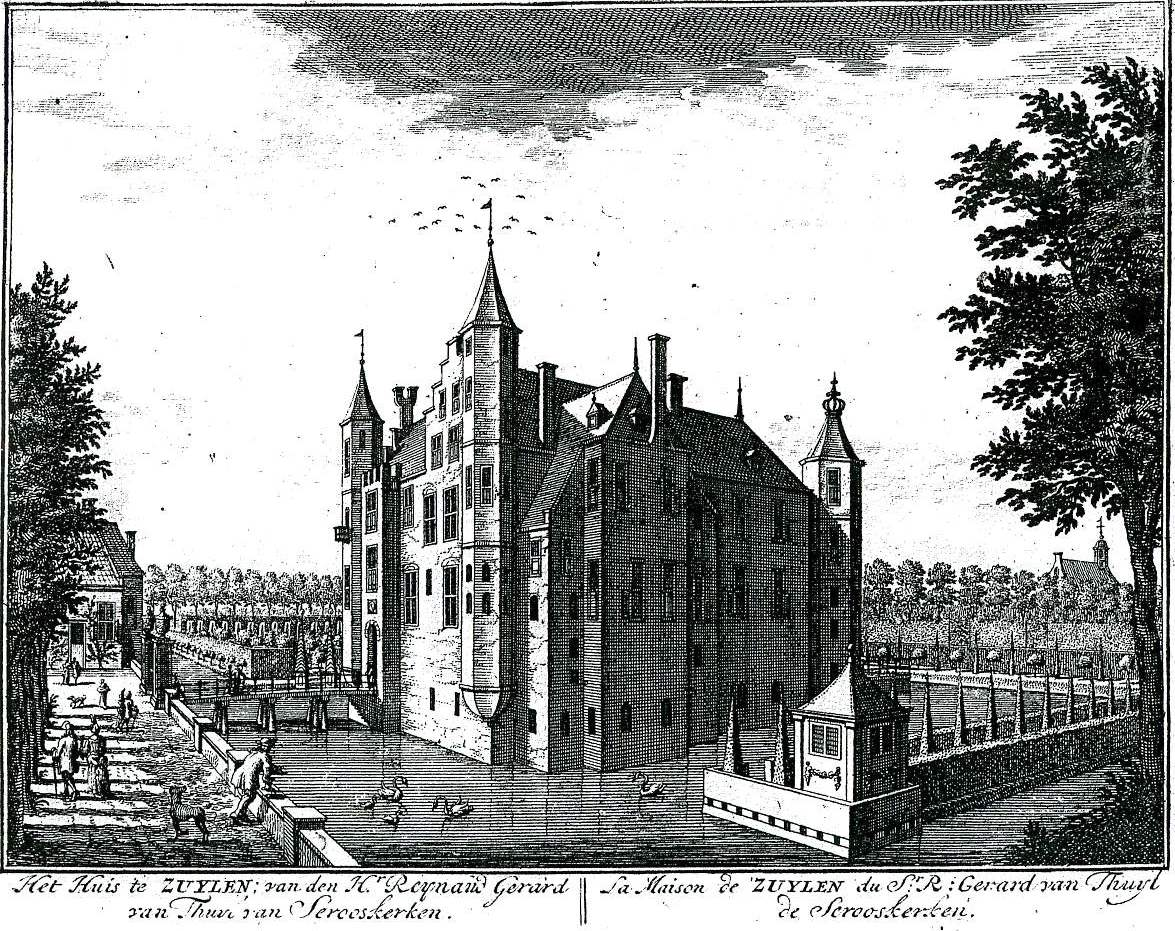
Le château durant la première moitié du XVIII.

Par la suite, la famille Van Tuyll van Serooskerken acquiert le château et le domaine. Les dernières grandes modifications du bâtiment principal datent de 1752. Depuis, ce bâtiment principal n'a pas connu de changement majeur. Le château est toujours propriété de cette famille. Dans les années 1950, Frederik Christiaan Constantijn van Tuyll van Serooskerken a créé une association intégrant le château et les jardins. Depuis, le château a fait l'objet de plusieurs campagnes de restauration. De nos jours, il héberge un musée et des logements.

## Domaine
Le château est situé dans un parc d'environ 1,5 hectare, pourvu d'un slangenmuur (mur serpent) d'environ 120 mètres de long, classé monument historique. Entre le château et la rivière de Vecht se trouve une petite église, également classée monument historique, construite sur la base d'une vieille chapelle appartenant au château, mais qui a brûlé en 1847. Dans les années 2000, on a retrouvé sous les dalles de l'église une pierre tombale du seigneur Willem Van Rennenberg.

## Habitants notables

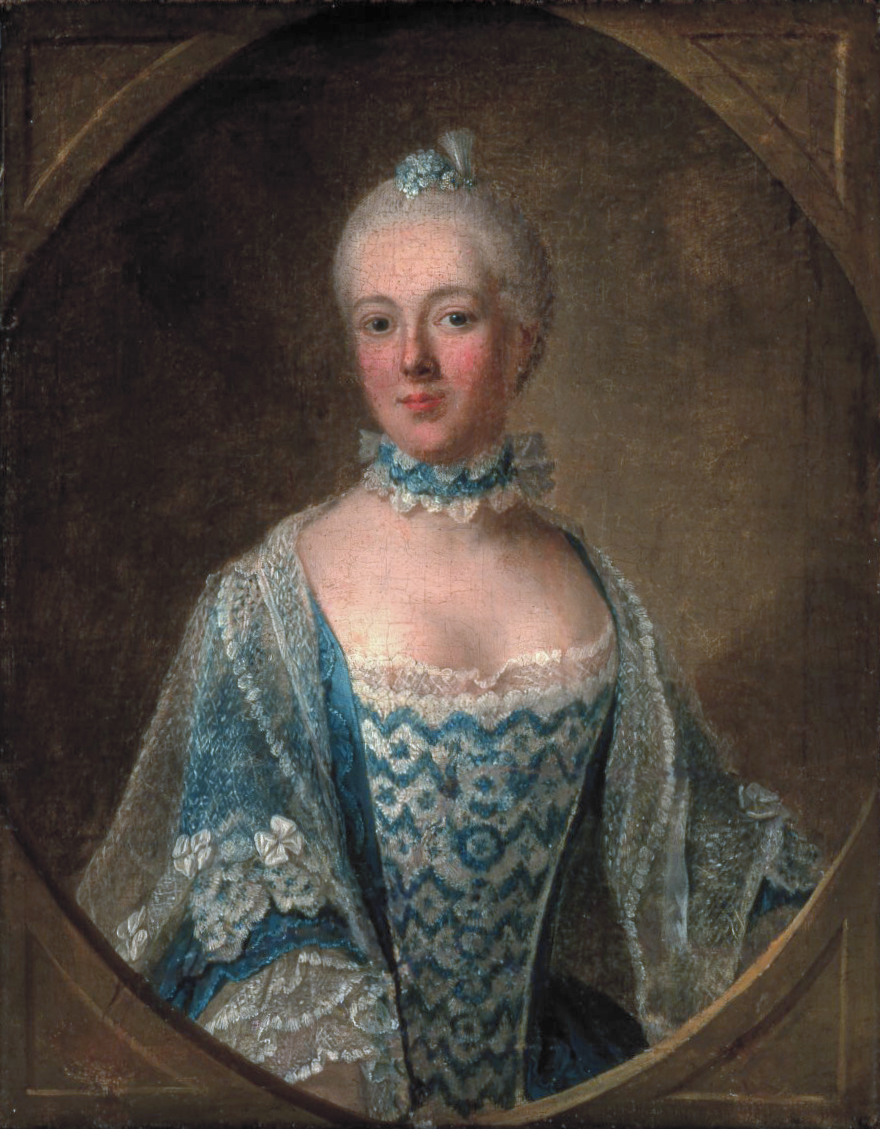
Isabelle de Charrière par Guillaume de Spinny (1759).

- L'amiral Steven van der Hagen, premier amiral de la Compagnie néerlandaise des Indes orientales.
- Isabelle de Charrière, surnommée Belle van Zuylen fut l'une des habitantes les plus connues du château. Elle appartient à la lignée des Van Tuyll van Serooskerken. Elle y est née en 1740.

## Source
- (nl) Cet article est partiellement ou en totalité issu de l’article de Wikipédia en néerlandais intitulé « Slot Zuylen » (voir la liste des auteurs).
- Château de Zuylen en néerlandais